# 俄罗斯帝国
俄罗斯帝国（羅馬化：Rossiyskaya Imperiya，發音：[rɐˈsʲijskəjə ɪmˈpʲerʲɪjə] ⓘ）在中文中常简称为帝俄、沙俄、俄国，是存在于18世纪至20世纪的统一君主制国家，也是俄罗斯历史上最后一个君主制朝代。1721年，俄国沙皇彼得一世率军击溃了瑞典帝國赢得大北方战争后，改称“全俄罗斯皇帝”（Император），创立俄罗斯帝国。雖然俄羅斯帝國君主已按照西方慣例明確改稱“皇帝”，但當時歐洲依然習慣稱呼俄羅斯皇帝為“沙皇”。
俄罗斯帝国由罗曼诺夫王朝统治，彼得一世为首位皇帝。彼得一世在位期间展开改革，使得帝俄在经济、军事和文化上均有显著的进步，开創效法西欧的近代化的先例。在大北方战争中，俄国击败北欧强权瑞典帝國，取得波罗的海出海口，由純粹的内陆国转变为滨海国，被欧洲承認為列强之一。帝国在叶卡捷琳娜二世女皇统治时期步入黄金时代，透過三次瓜分波蘭和两次对土作战的手段，夺得黑海出海口並将帝国的西部边界深入中欧。在拿破仑战争期间，俄国积极参与反法同盟，透過俄法战争成為唯一能在陸軍上遏法军入侵的國家。维也纳会议后，帝俄主导奧地利帝國和普魯士王國成立神圣同盟，再次從瑞典手中奪取整個芬蘭大公國，成为了僅次於大英帝國的歐洲第二大列強，人稱“歐洲憲兵”。在随后的新帝国主义时期，其势力范围继续向高加索、中亚和远东三方面扩张，完全毀滅了世界上最後一批遊牧民族國家、囊括整個中亞，成為侵佔清朝時期中國領土最多的國家。帝俄在版图上於在19世纪中期达到极盛，横跨欧亚大陆，北起北冰洋、南达黑海南部，西起波罗的海、东达阿拉斯加，涵盖中亚、北高加索及芬兰地区，与挪威、瑞典、德国、奥匈帝国、罗马尼亚、奥斯曼帝国、波斯、阿富汗、中國、朝鲜與日本接壤，按国土面积计算，成为历史上国土面积第三大的帝国。根据1897年人口普查，其人口达到1.25亿，位居世界第三，仅次于大英帝国和大清帝国。
尽管帝俄在政治、军事、外交和菁英文化上皆为当时欧洲的强国之一，然而其在经济、科技、社會制度、教育等民生方面則是在歐洲敬陪末座。15世纪至19世纪中期，因為農奴制度牽制了生產力、東正教腐化貴族思想、未曾经历大规模的产业革命，導致帝國的國力開始衰弱。在亚历山大二世统治时期，俄国于克里米亚战争败於早已近代化的法國與英國，继而於1861年展开对内的大规模农奴制改革，宣告废除农奴制；但由于俄国本身幅员辽阔，無法一次性改革到位，還觸動了国内在既得利益者，加劇了俄國人在民族和宗教上分歧。受19世纪中期欧洲革命风潮影响，反对俄羅斯自古君主专制传统的浪潮此起彼伏，人民要求建立共和體制、甚至讓少數民族獨立，此矛盾在1881年達到最高峰，皇帝亚历山大二世被激进主义者炸死。其子亚历山大三世意識到俄國不能再故步自封，於是強勢介入推進改革，不過成就依然不如英法美德等西方進步國家。在1905年，俄羅斯帝国在日俄战争中被亚洲的新兴强权日本击败，連續兩次重大戰爭的失敗讓帝俄國內一片罵聲，認為其原因是日本後來居上的制定憲法，诱發1905年俄国革命，這場革命促使皇帝尼古拉二世实行在立憲的框架下實施俄羅斯帝國基本法，并由首相斯托雷平展开经济改革，之後帝俄繼續養精蓄銳，積極修建铁路、兴办近代工厂、建立近代化军队，獲得了長期的和平，和經濟和人口短暫地雙雙繁榮。直到1914年，第一次世界大戰又把全部改革成果毀於一旦。
帝俄自称“第三罗马”，视己為拜占庭帝国的正統后继者，担负保卫东正教信仰的责任。俄国在尼古拉一世期间确立“君主专制-东正教-民族性”的三維官方民族理论，在外交上奉行泛斯拉夫主义，积极支持巴尔干半岛信仰东正教的南斯拉夫人的民族主义运动，而巴爾幹半島為舊奥斯曼帝国領土上的空白地帶，導致其和奧匈帝國發生嚴重利益衝突。1914年爆发萨拉热窝事件，奥匈帝国向和俄羅斯同樣的斯拉夫民族东正教国家塞尔维亚王国宣战，帝俄基於泛斯拉夫主義堅持幫助塞尔维亚一方而参战，并作为协约国的一员，拉動法國與英國一同对抗奥匈帝国及其背後的盟主德意志帝国，捲入第一次世界大战。俄羅斯帝国难以支应德国的攻势，自此深入战争泥潭；1917年，二月革命爆发，罗曼诺夫王朝被推翻，宣告俄罗斯帝国以及俄羅斯君主統治徹底终结，其後經過內戰由苏俄建立了蘇聯。

## 歷史

### 彼特繼位再擴張波羅的海

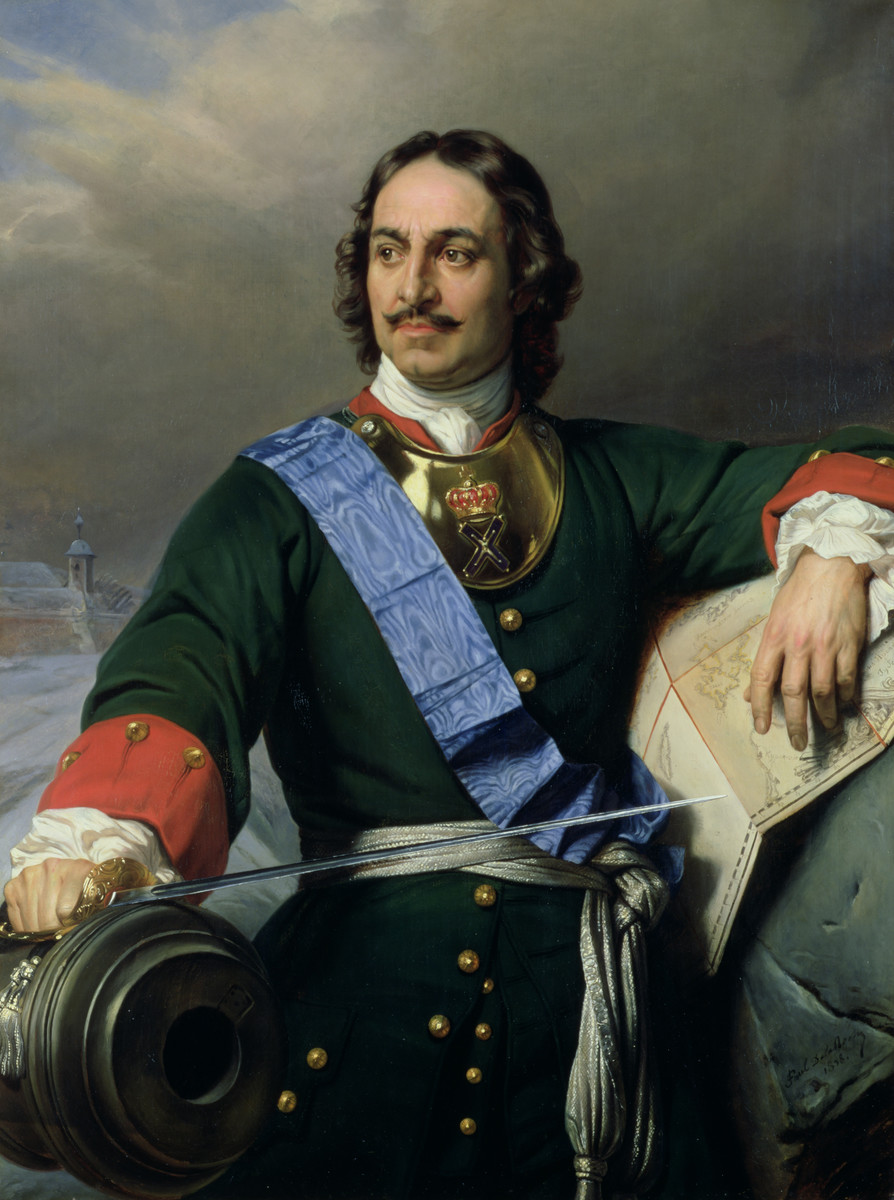
彼得大帝于1721年正式将沙皇俄国更名为俄罗斯帝国，并成为帝国首任皇帝。他推动改革并将俄国转变为欧洲强国

在1682年年輕的彼得一世成為沙皇之前，莫斯科公國由於立窩尼亞戰爭失敗而元氣大減，在渡過混亂時期後才逐漸復甦。他繼位後為保護南方的邊界，開始對抗克里米亚韃靼人和奥斯曼帝国。為了繼續與奥斯曼帝国的戰爭，彼得開始到歐洲尋找盟友並學習西欧的科學技術，拜訪了勃蘭登堡、荷蘭、英國和神聖羅馬帝國等。
為了增加與西欧海洋国家交流和贸易的機會并尋找俄國在波羅的海的出海口，彼得在1700年與奥斯曼帝国停戰，並對當時的北欧强國瑞典宣戰。在芬蘭灣的納爾瓦，瑞典軍證明了俄軍完全不是他們的對手。幸運的是，瑞典在這時陷入了波蘭王位的爭奪當中。在這喘息的時間，彼得建立了一支新式现代化的軍隊；當兩支軍隊在1709年在波爾塔瓦再度相遇時，俄國军擊敗了瑞典军，1712年彼得遷都到了他新造的聖彼德堡，致力於俄國的西方化。
大北方戰爭一直持續到了1721年，瑞典戰敗並在9月签署了《尼斯塔德條約》，彼得一世終於得到了梦寐以求的在波羅的海的出海口以及與西欧海洋国家交流的窗口。同年10月22日發表《帝國聲明》後，彼得一世於11月2日自稱皇帝，創立俄羅斯帝國。

### 葉卡捷琳娜延續擴張至瓜分波蘭

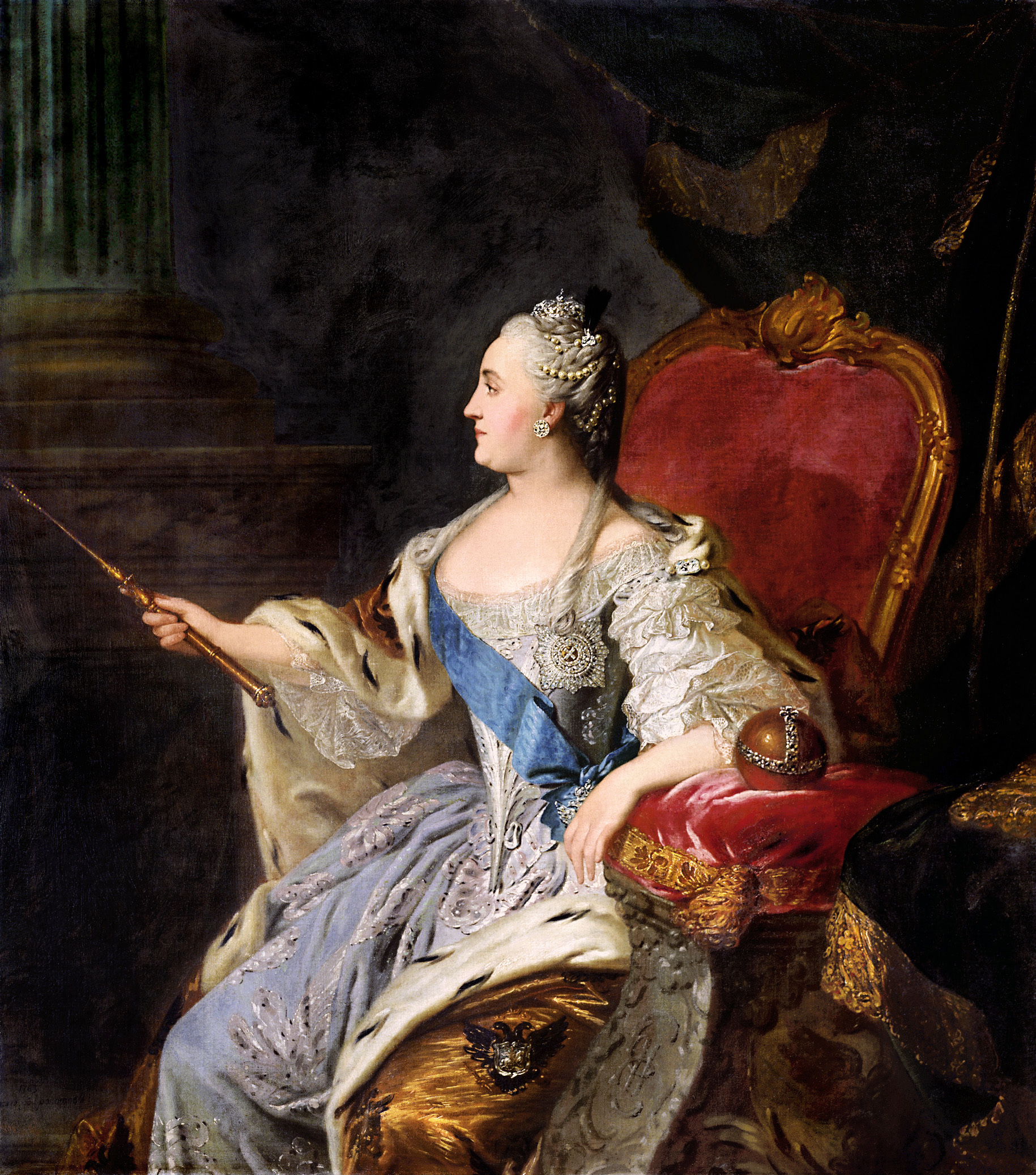
1762年至1796年在位的叶卡捷琳娜二世延续了帝国的对外扩张和现代化进程。作为一名自认的开明专制君主，她在俄罗斯启蒙运动中发挥了重要作用

叶卡捷琳娜大帝時代是俄羅斯帝國的第二个关键时期，在她去世的时候俄国成为欧洲的一个大国，帝國在南方和西方得到相當大的新疆土。1768年，與奥斯曼帝国之間的俄土戰爭爆發，在1774年以《凱納甲湖條約》的簽訂而結束。根據這個條約，俄國取得了黑海的出海口，克里米亞韃靼人则终止与奥斯曼帝国的附庸国关系，而叶卡捷琳娜大帝在1783年吞併了克里米亞。1787年，第二次俄土戰爭爆發，1792年戰爭結束後，俄國將其勢力伸入巴爾幹半島；雖然奥斯曼帝国沒有被俄國完全趕出歐洲，但已不再是俄國的嚴重威脅了。在西部，俄國則趁著波兰立陶宛联邦衰败日虛之際，與普魯士王国、奧地利帝国三次瓜分波蘭。

### 拿破崙戰爭

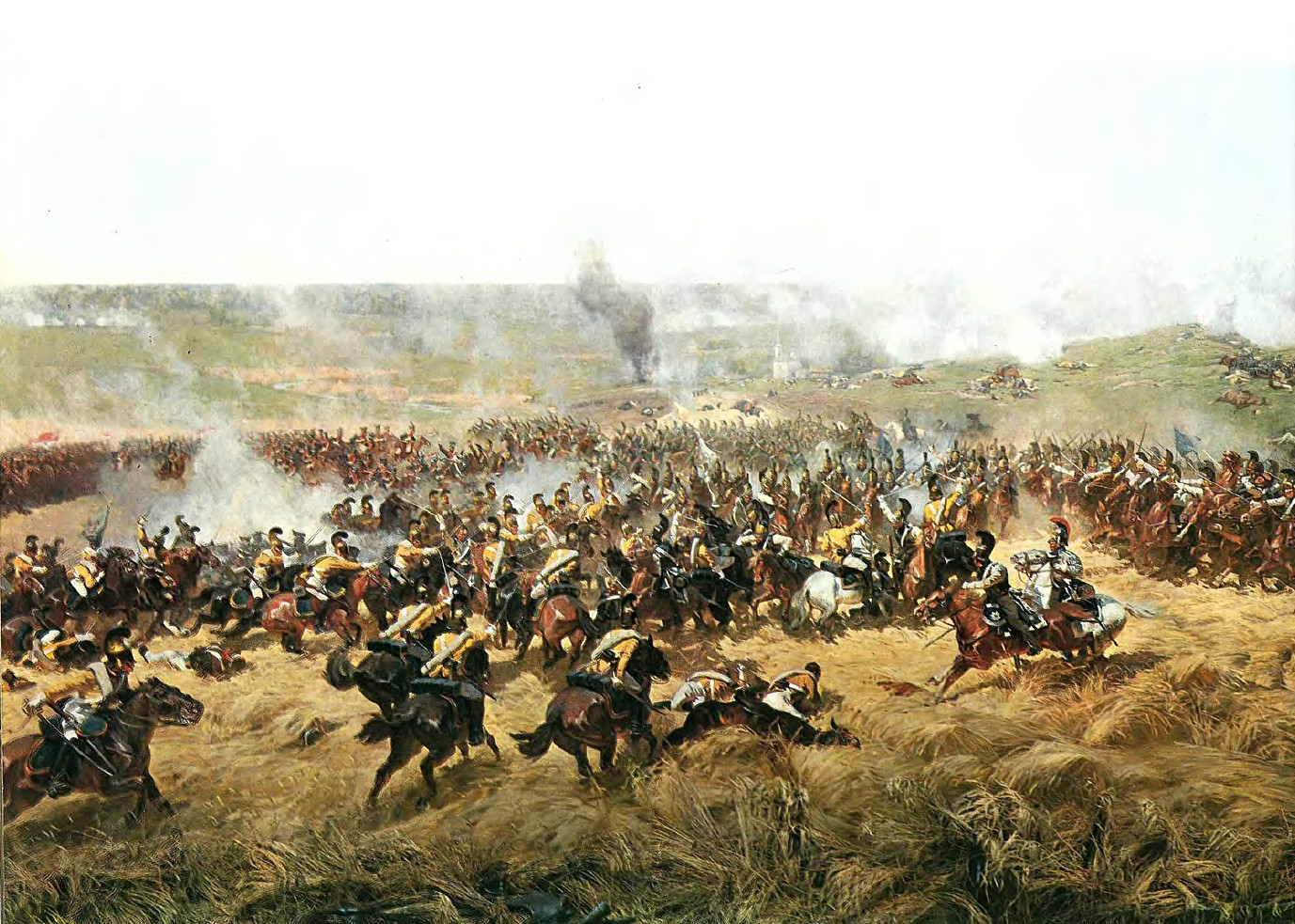
拿破仑战争中的博罗金诺战役

身為一個歐洲的主要國家，俄國也無法避免的參與了與拿破崙法國的戰爭。1812年，拿破崙因「大陆封锁」政策對俄宣戰，后者采取的焦土戰略大大加剧法军补给问题，大军团在撤退过程中折损严重，帝國根基動搖。之後，聯軍組建第六次反法同盟發動反攻，拿破崙多次取勝卻難掩整體頹勢，於1814年退位。在反法同盟擊敗拿破崙後，俄罗斯皇帝亞歷山大一世被視為歐洲的救世主。

### 向遠東擴張
早於17世紀，俄國已積極向西伯利亚擴張，並與清朝發生衝突。清俄分別於1689年和1727年簽署《尼布楚條約》和《恰克圖條約》確立邊界，但這並未阻止俄國的野心。1858年5月，俄國乘英法聯軍与清政府开战之際，俄國以武力威脅清朝黑龙江将军奕山簽署《璦琿條約》，以黑龍江為邊界。1860年簽訂的《中俄北京條約》，俄國更把整個外滿洲（包括庫頁島）吞併，並獲得海參崴這個不凍港，以擴展其於西太平洋的影響。另一方面，俄國亦企圖將勢力染指庫頁島及千島群島，與日本展開爭奪。1875年5月7日，时日本與俄國簽訂《庫頁島千島群島交換條約》，俄國把千島列島北部給予日本，換取庫頁島的主權。19世紀末期，俄國向清政府租借大連，成立關東州。俄國亦藉得到了東清鐵路的建築權對內滿洲進一步牽制。
俄羅斯帝国在北美洲亦曾經于1648年派遣探索队成功的探索了阿拉斯加，并于1733年佔有俄属北美，但在1867年10月将其以720万美元（折合2009年的9000万美元）的價格賣給美國，即今日的阿拉斯加州。

### 佔領中亞
俄羅斯最早向中亞的活動，是彼得大帝時代，當時已向希瓦汗國擴張。在克里米亞戰爭失敗後。在伊格納契夫慫恿下，向中亞擴張。由咸海出發。前往希瓦汗国與布哈拉汗国。這二國成為附屬國。1864年，占领费尔干纳盆地的浩罕與塔什干。1877年，占领土库曼。

### 八国联军之役

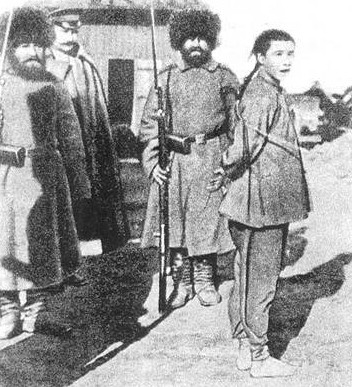
海兰泡惨案中，俄军绑缚中国人准备屠杀

1900年，八国联军进攻期间，消息传到圣彼得堡，俄罗斯皇帝尼古拉二世认为是侵略中国的大好机会，如同德国强占胶州湾，在积极参加八国联军之外，1900年7月16日，制造了海兰泡惨案，居住在海兰泡的数千名中国人被沙俄军队杀害，泅水逃生的不到百人。17－21日，俄军又先后将江东六十四屯居民万余人赶至黑龙江边枪杀或用斧头砍死，剩下的跳入黑龙江，只有极少人泅水得生。8月28日，俄军攻占齐齐哈尔，黑龙江将军寿山自杀；9月22日，占领吉林，28日，占领辽阳；10月1日，进入盛京（沈阳）。
1900年11月，俄国要求奉天将军增祺签订《奉天交地暂且章程》，要求把军事占领合法化，把俄国独占东三省以法律形式固定下来，因遭清政府及列强反对而作废。俄军得到大量中国东北的金矿、煤矿和森林资源。

### 日俄战争
1904年2月8日到1905年9月5日，大日本帝國和俄国为争夺在朝鲜半岛和中国东北地区的影响力进行一次帝国主义战争。
战争中，俄国遭遇连场败仗，最终在美国总统西奥多·罗斯福斡旋下，签订《朴次茅斯和约》，战争结束。俄国在日俄战争失败后，损失了用作维持其帝国的常规军事力量，国内自此动荡不安，爆发一连串革命事件。俄军在日俄战争中的惨败，是1905年爆发血腥星期日革命事件最直接的导火线。

### 改革和革命
俄羅斯在歷史上長期以來是一個農業國家。長期以來的農奴制妨礙了工商業的發展，因此在19世紀中葉以來，俄羅斯帝國推行了一系列的改革。在皇帝亞歷山大三世(1881-1894在位）時期，俄羅斯帝國的經濟成就為：「煤炭開採量增長110%、石油開採量增長1468%、煉鋼工業增長159%、生鐵鍛造業增長487%。當時俄羅斯帝國的小麥和糧食產量達到了世界糧食總產量的15%、黑麥產量達到了全世界總產量的55%，俄羅斯帝國的黃金儲備量增加了210%。俄羅斯國家財政收入增加了9倍，而同時期英國的生產總值只增長了2.5倍，法國增長了2.6倍」。而在俄羅斯末代皇帝尼古拉二世的斯托雷平總理執政的時期(1906-1910)改革之下，糧食收成增加30%。到1913年，農業產值增長2%，居世界第一位；工業產值增加5%，居世界第一位；人口增長1,5%，居歐洲第一位。國民收入總值－164億盧布，居世界第四；國民生產總值－65億2100萬盧布，居於世界第五。這輝煌的經濟成就毀於一戰、二月革命、十月革命和俄國內戰。至1922年底苏联成立時期，新生的蘇聯面對的是一個民生凋敝、滿目瘡痍的殘破局面。

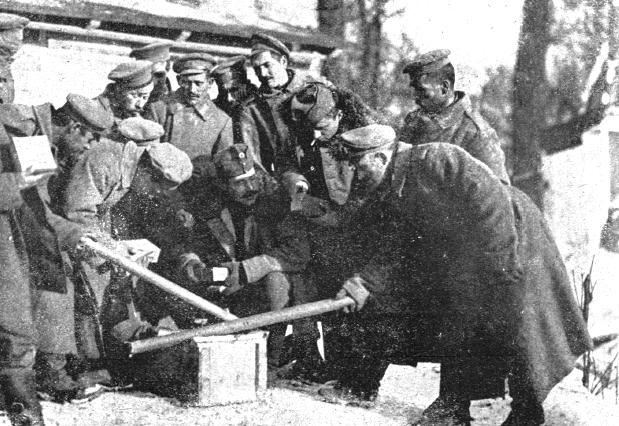
一次世界大战期间奥匈与俄国士兵在停战期间交谈

19世紀后期和20世紀初期對俄羅斯來說是一個关键時期。歐洲的工業革命使得俄羅斯與西歐的發展差距不断加大越來越大。雖然俄羅斯人口較任何一個歐洲發展國家都多，但大部份都是貧窮的农奴。1904年—1905年日俄戰爭的失敗是对其政权的一个打击，俄羅斯境內不斷發生流血革命，而第一次世界大戰則是导致俄羅斯帝國灭亡的关键，俄羅斯國內無法支應來自德國的猛烈攻擊，民生物資極其貧乏。1917年3月，首都彼得格勒居民發動反飢餓遊行，直接引發二月革命。3月15日皇帝尼古拉二世退位，讓位予其弟米哈伊爾大公，但遭米哈伊爾拒絕，於是羅曼諾夫王朝滅亡，由亞歷山大·克倫斯基所領導的俄罗斯共和国所取代，但由于随后爆发的十月革命造成混乱，支持沙皇的白军开始与布尔什维克领导的红军展开战争，末任沙皇尼古拉二世一家也在战争期间的1918年于叶卡捷琳堡被红军处决，而直到1922年支持皇帝的白军才被红军击败，苏联也于同年12月正式成立。

## 疆域

### 疆界
俄羅斯歐洲部份的政治疆界大致和東歐平原的自然邊界一致，但在此之外它還占有芬蘭王国以及波蘭会议王国。它的北界達到了北冰洋以及北冰洋中的諸島。俄罗斯帝国的乌拉尔山以東部為其亞洲的領地，西伯利亞以及其南部的草原。俄罗斯帝国的亞州部份和歐洲部份以烏拉爾山，烏拉爾河，以及裡海—高加索山脉為界。南界達到了黑海东南岸以及高加索山脈。西部邊界在傳統意義上從科拉半島途徑波羅的海直到多瑙河河口，包含了俄羅斯所占有波蘭的部份。西邊鄰國有普魯士王國，奧地利帝国，以及羅馬尼亞。

### 地理
20世紀初，俄羅斯帝國国土面积达2,280万平方公里，佔地球陆地面積的六分之一，當時俄羅斯帝國的領土面積仅次于大英帝國。虽然俄羅斯統治下的中亚、北亚及远东占全国领土的四分之三，但大多數人居住乌拉尔山脉以西的歐洲部分。俄羅斯国境内拥有一百多個不同的民族，其中俄羅斯族佔全國人口的45%。

### 地区建设

1860年帝俄统治下的东欧

除了几乎整个今俄罗斯联邦的领土 ，1917年前的俄罗斯帝国还囊括了乌克兰的绝大部分（第聂伯乌克兰和克里米亚）、白俄罗斯、摩尔多瓦（比萨拉比亚）、芬兰（芬兰大公国）、亚美尼亚、阿塞拜疆、格鲁吉亚（包括萨梅格列罗），哈萨克斯坦、吉尔吉斯斯坦、塔吉克斯坦、土库曼斯坦和乌兹别克斯坦（俄属土耳其斯坦）的整个中亚，立陶宛、爱沙尼亚和拉脱维亚（波罗的海省区）的绝大部分，波兰（波兰会议王国）的很大一部分，奥斯曼土耳其帝国的阿尔达汉省、阿尔特温省、厄德尔省、卡尔斯省和埃尔祖鲁姆省的东北区域。在1742和1867年之间，阿拉斯加也是俄罗斯帝国的殖民地。
随着瑞典在大北方战争中失败，在1809年9月芬兰作为一个自治大公国被并入了俄罗斯帝国。俄罗斯皇帝作为一个立宪君主，通过由他任命的芬兰当地人组成的芬兰元老院和派遣的芬兰总督来控制芬兰大公国。而波兰的自治权则在起义失败后被撤销。

### 属地
通过《组织法》的第一段阐述，俄罗斯帝国成为了一个不可分裂的联邦。另外，第26段讲到“在俄罗斯帝国的王冠之下俄罗斯、波兰、芬兰大公国联合成一个不可分割的整体。”而俄罗斯同芬兰的关系也由组织法的第二段调节为法律条文：“芬兰大公国，作为俄罗斯帝国一个不可分割的整体，其管理内部事务的特殊方针基于特殊的法律条款。”和1910年6月10日法。
1733至1867年之间俄罗斯也掌控着俗称的俄属北美。在接受了这片土地后，俄罗斯帝国成为了一个疆域横跨欧亚美的庞大帝国。当英法在二十世纪没落了之后，不同于大多数殖民性帝国，帝俄仍保留了相当大一部分的领土，就像早先的共产苏联和现今的俄罗斯。
此外，当时的俄罗斯帝国还有相当大的势力范围，特别是在关东的港口和大清东清铁路的特权，这两个特权都同在天津的特权一样被清政府承认。(在这段时间俄罗斯帝国享有的治外法权请参见俄日关系条目)
1815年，格奧爾格·安東·雪佛博士到达了考艾岛并同当地岛屿的首领（夏威夷王国的国王——卡美哈梅哈一世的附庸）达成了一个保护协议，但皇帝拒绝批准这笔交易。

## 政府及行政
根據歐洲王族家譜年鑑的記載，俄羅斯在1910年時實施的是君主立憲制的君主政體。這個體系建立於1905年的10月，並且作為過渡期和自成一格的政體。然而在這天以前，俄羅斯皇帝的權利是專制而且無限的。在十月宣言修法和帝国杜马(國會選舉)開始後（1906/04/27），專制這個字就被謹慎地保存著，但是權力已轉為有限的程度。然而這種政權並沒有辦法成為有意義的憲法，因為還缺少了議會單位。但是無限專制卻給了自我限制專制體系一個空間，無論將會永久專制，或是只按獨裁者的意見統治及行事，都只會增加各黨間的衝突而已。目前看來，俄羅斯的政府系統最好定義為專制皇帝下的君主權力有限體制。

### 「沙皇」或「皇帝」

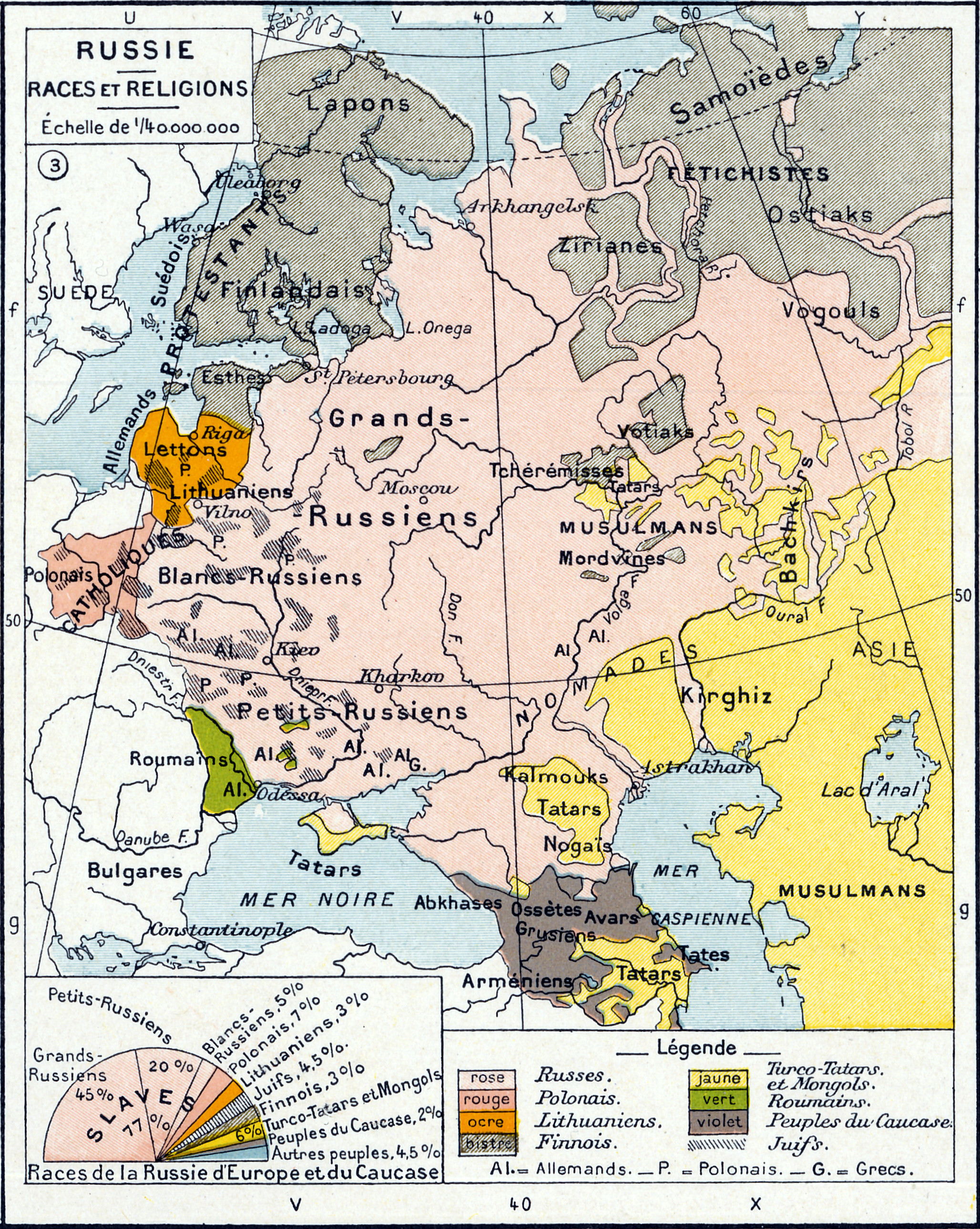
在第一次世界大戰前歐洲部份俄羅斯種族分佈圖

東斯拉夫人就是俄羅斯人，白俄羅斯人，烏克蘭人。在古基輔羅斯時期俄羅斯為一歐洲的封建貴族制的小國家，分裂成許多小公國，在公元9~10世紀左右的時候（相當於中國的中晚唐），東斯拉夫人當中的一個名為「羅斯（Русь，名稱由來眾說紛紜，其中說法之一是得名於羅斯河）」的部落請來了北歐日耳曼僱傭兵，憑藉使用鐵器的日耳曼僱傭兵的力量，掃平了其他還在使用青銅器的部落，統一了東斯拉夫。
根據古老部落的習俗，最強大的戰士可以封王——於是日耳曼僱傭兵（瓦良格人）的團長留裡克就成為了羅斯人最早的第一任大公，留里克去世後，他的部將奧列格成為首領，率領部隊繼續南下，最後定都基輔（就是今日的烏克蘭首都），建立了基輔羅斯，這就是最早的東斯拉夫人國家。俄羅斯人，白俄羅斯人，烏克蘭人的關係，類似德國人、奧地利人、瑞士德語區人同族同源的關係。
需要說明一下的是：俄國的統治者原本是各地的「王公（князь）」，位於基輔的全羅斯統治者被成為「大公（Великий князь）」，沙皇（царь）一詞是來自於古拉丁文的caesar, 或者古希臘文καῖσαρ的俄文轉寫цезарь，簡化之後變成царь。意思是「凱撒」。第一位自稱沙皇的是伊凡雷帝。這個稱呼不僅僅是一個鞏固中央集權的象徵，更是一個國家、民族概念和民族心的體現。這個說法的來源理論基礎是「莫斯科-第三羅馬」。自始至終，羅馬帝國(第一羅馬)，拜占庭帝國（第二羅馬）都是地跨過歐亞非的多民族大帝國，而凝聚帝國國民意志、讓國民認同自己是同胞是一份子的精神理念，就是「我們都是羅馬人」的共同信仰。無論語言、膚色和出身，只有有著共同的宗教信仰和民族認同感，願意為這個國家這個民族貢獻自己的一份力的，就是羅馬人，就可以享有平等同樣的權利。在拜占庭帝國，無論是希臘人，亞塞拜然人，埃及人還是埃塞俄比亞人，只要有著共同的東正教信仰，接納這個大民族共同的文化和價值觀，就是「羅馬人」。
1453年拜占庭帝國滅亡之後，拜占庭帝國的末代皇帝君士坦丁十一世的姪女、索菲婭·帕列奧羅格公主輾轉到了莫斯科嫁給了當時的莫斯科大公伊凡三世（伊凡雷帝的祖父），從而帶去了象徵拜占庭帝國榮耀的雙頭鷹國徽。之後在她的影響下伊凡三世繼承了羅馬人的理念，開始宣揚「莫斯科-第三羅馬」。
「第三羅馬」是一個精神價值觀概念。簡單而言，是繼承羅馬帝國包容多民族的原則海納百川吸收各個不同民族的人共存。只要是同樣的東正教信仰、效忠沙皇忠於和祖國、自認為是俄羅斯大民族的一份子，就被承認為社會中的同胞。而這個人本身的膚色、語言、出身是完全沒有影響的。就像羅馬帝國、拜占庭帝國時期，所有人都被稱為「羅馬人」，而語言則可以使用拉丁文、希臘文、埃及文、波斯文等。
這個就是「第三羅馬」概念的精髓--包容不同，統一信仰。這與當時強調民族純粹性的國家和血統性傳位王朝的歐洲截然不同。俄國有190多個民族，俄羅斯人的概念不是一個血統的概念，而是一個精神、文化和信仰的概念。與國籍和民族概念不分的法國和單純以血統定民族的德國、日本不同，俄國人的概念不只是民族血統上的俄羅斯人，更是接受了俄國文化和語言、有著俄國人這樣自我認知的大民族概念。如陀思妥耶夫斯基：「凝聚俄羅斯民族的不是血液，而是信仰」。
彼得大帝在1721年時改稱自己為皇帝，並且宣布自己為全俄羅斯的皇帝。之後的統治者也一直延用這個名稱，在日俄戰爭之後俄羅斯帝國進行了民主改革有了自己的國家杜馬和國會，但此時君主制度一直到1917年二月革命被推翻為止。支後俄羅斯西化民主派的俄國臨時政府克倫斯基上台，皇帝的權力在十月宣言之前被兩項規定所限制，其目的是為了保護現有的體制。教宗保羅一世認為，皇帝和其配偶都必須是東正教教會的成員之一，而且必須要遵守繼承權法（Pauline Laws）的規定。但是到了1905年10月17日，情況就改變了，皇帝自願限制他的立法權力。他認為在沒有經過國家杜馬（一個自由選舉產生的國民議會）的同意下，任何提案皆無法通過成為法律。雖然在1906年4月28日時出現了與上述道德責任相關的法律，並且和組織法一起擴增，但同時皇帝仍然握有解散杜馬的權利，並且他也行使了這項權利。

### 参政院
于彼得大帝改革期间建立的俄罗斯元老院或参政院是沙皇的立法、司法和行政机构，以檢察總長為主席領導機構運作。其成员全部由皇帝任命。它完备的职能由其下属的几个部门执行：它是拥有否决权的最高机构，是帝国的会计部，也是政治犯的最高法庭，而且它还有一个部门起着同英国纹章院类似的功效。不仅如此，元老院对帝国各部门之间发生的争论，特别是中央代表和地方选举产生的机构之间的矛盾，也拥有裁判权；而由于皇帝赋予了元老院和美国最高法院相同的职能，所以元老院可直接否决违背宪法的议案。另外，它还负责颁布新的法律。

### 內閣
根據1905年10月18日起的法律規定 ，用作支持皇帝的最高議會被建立，并在政府首脑的名义下，設立了大臣会议主席（首相）。俄罗斯政府由其所有的政府部门和它们的部长（大臣）组成，各部长並列在下：
- 皇家法庭法官
- 外交部长;
- 戰爭部长;
- 海軍司令
- 經濟部長;
- 工商業部長（1905年創立）;
- 國務部长（包括保安，醫療，審查及出版，郵政及通訊，涉外领土事务，事务統計）;
- 農業部長;
- 交通部长;
- 司法部長;
- 教育部長.

### 帝國議會
根據1906年2月20日制定的法律，帝国议会作为上院和帝国杜马作为下院共同成为帝國的立法机构。自此时起，法律上皇帝只有和兩議院合作才能正常行使其立法權。因上述的原因重組的帝国议会產生了196個席位，其中一半由皇帝直接任命，剩下的98人則是由選舉產生。另外由皇帝任命的部长们依其职权，也自然是前98人之成員。關於這些當選議員，其中有3人是東正教的僧侶神父，另外3人是負責掌管教區或世俗職務的白神父，剩下的18人是貴族，6人是大學或科學學院的成員，以及6人來自商會，6人來自工業局，34人來自有地方自治局(земство)的政府，其餘16人則無，並且有6位來自波蘭。作为立法机构，帝国议会的职权与杜马相当，但实际上它甚少提出立法。

### 杜馬選舉制度
帝国杜马是俄羅斯帝国的下議院，1907年6月2日的政令规定其共有442個席位，且擁有过分複雜的選舉方式。其操作过程本身就倾向于构建由富裕阶层（尤其是地主階級）和俄羅斯族裔组成多数派议会，以压制其属国人民的议政权力。除中亚地区外，每个省都会选出几名杜马议员，各大城市也会选出自己的议员。要成为一名杜马议员，首先需要被选举人团选中。而选举人团则由農民、公民和地主階級组成的集会选出。地主阶级中的显贵会亲自出席，而较小的地主则委派代表。公民阶级（都會人士）依照應稅財產被分成兩類后，各自選入省选举人團，農民則是由小行政區(волость)的代表團所代表。工人階級則是以特別的方法對待，每個任用50個員工以上的集团，選出一個或以上的代表加入选举人團。
在选举人團裡他們進行過半數獲勝選舉，優勝者可以代表其參加杜馬議會。由于选举人团里保守派实力雄厚（多地主和公民），即使有“社会五大阶层必须都选入至少一位议员”的规定，进步人士仍然极少成为杜马成员。但杜馬的激進势力依然存在，他们主要来自于帝国最大的七座城市—聖彼得堡、莫斯科、基輔、敖德薩、裡加和波蘭的華沙和羅茲，因为这些城市有独特的选举系统。它们會直接選出杜馬的成員，雖說市民们的選舉票额依然照應稅財產被分为由高到低的不同三等，但每等选出的代表数量是相同的。这样便保证了即使保守势力互相合作，也无法阻止进步人士进入杜马。

### 神聖宗教會議

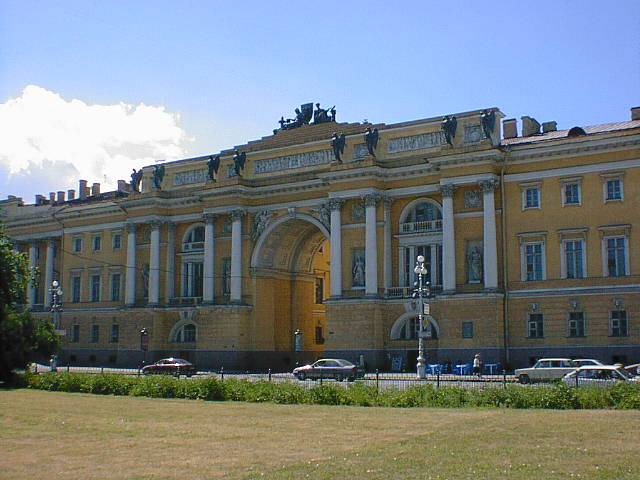
总部设在圣彼得堡枢密院广场的参议院和神圣教会

神圣宗教会议（1721年成立）是俄罗斯东正教教会的最高政府机关。这是一个由世俗检察官主持，代表着皇帝，以及莫斯科，圣彼得堡，基辅三个大城市和格鲁吉亚的大主教，另外还有轮流任职的主教。

### 行政區劃

1914年俄罗斯的行政区划

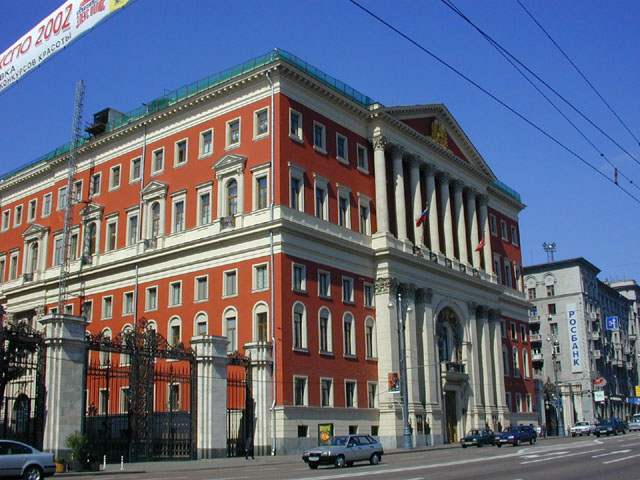
莫斯科的总督府 (1778–82)

为方便管理，俄罗斯（截至1914）被划分为81个省（guberniyas），20个州（oblasts）， 和1个自治区。俄罗斯帝国的附庸国和保护国，比如布哈拉酋长国，希瓦汗国和1914年后的图瓦（乌梁海）等则在俄罗斯的亚洲部分占11个省、17个州和一个自治区（萨哈林）。而除俄罗斯本土外，还有另外8个省在芬兰，10个在波兰。俄罗斯的欧洲部分因此拥有59个省和一个州（顿河州），而战争部长对顿河州拥有管辖权；其他的也都有自己的省长和副省长，后者主要是管理当地政府。此外还设有总督区，通常由若干个省份组成，总督通常包括更广泛的权利，总督一般自己命令其管辖范围内军队和武装力量。1906年，俄罗斯帝国已经在芬兰、华沙、维尔纽斯、基辅、莫斯科和里加设有秘书长。较大的城市（圣彼得堡、莫斯科、敖德萨、塞瓦斯托波尔、刻赤、尼古拉耶夫、罗斯托夫）拥有独立于省的属于自己的管理系统；在这些城市中警察局长相当于省长。

## 地方行政
除去中央政府设立的机构外，地方通常拥有以下三种行政机构：
- 由农民组成的小行政區мир和волость
- 在34个省设立的地方自治局земство
- 市立杜马

而直到19世紀末，甚至在一些重要地區是直到1917年，帝國的大部分亞洲區域不同於其他地方，都處於一種軍政府體制（военно-народная администрация）的管治之下。研究相信，俄羅斯人和穆斯林之間無法彌合的巨大文化差距，是民政化無法推進的一個因素；帝國軍官們基於軍事安全優先——無論是堅持認為穆斯林「落後」和「狂熱」，或者防範泛突厥&泛伊斯蘭對帝國的威脅，一直持久地反對在軍政管理地區進行民政化改革。1898年安集延暴動是進一步加重當局對於穆斯林的刻板印象，從而削弱了在相應地區的地方行政民政化步伐。 直到俄羅斯帝國統治末期，即使是最開明的俄方官員都認為，在俄羅斯和「原住民」之間任何可能的切實共融，是永遠的遙不可及。

### 市立杜马

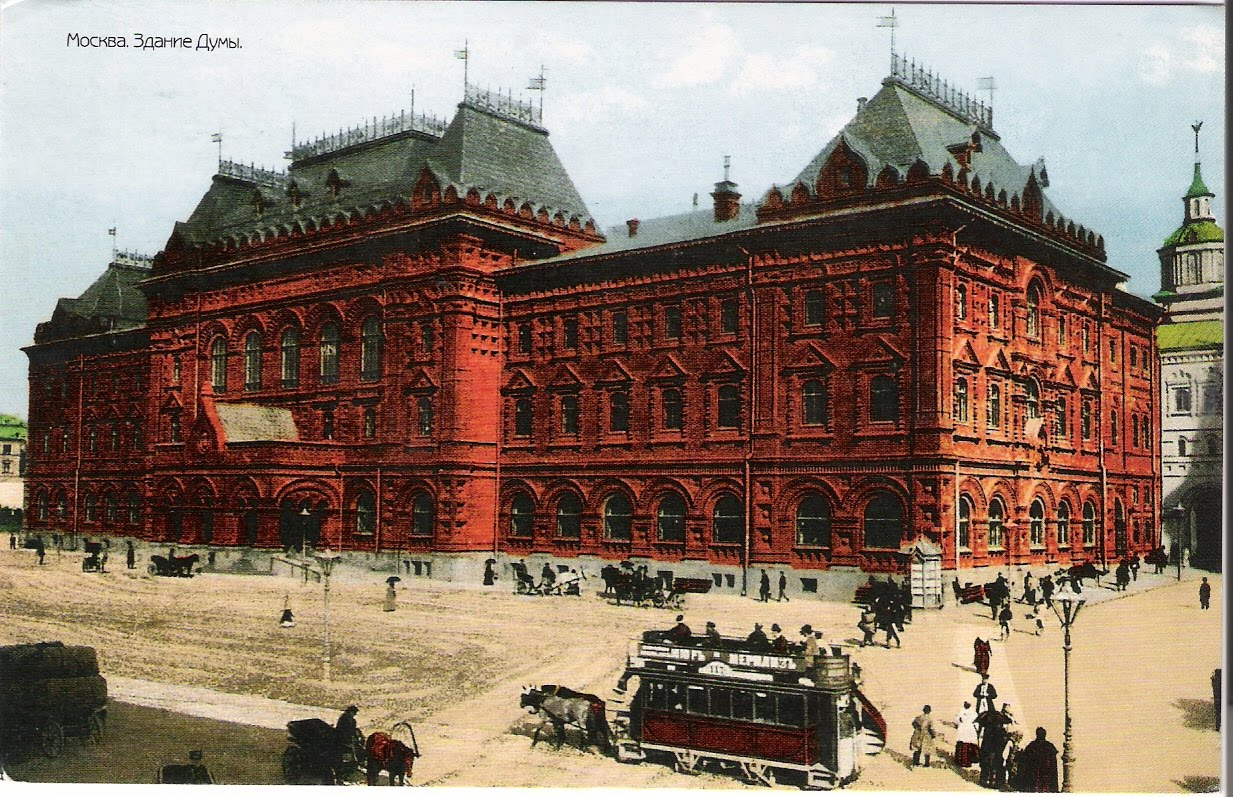
莫斯科市立杜马

自1870年开始俄罗斯欧陆部分的城市就有类似地方自治局的机构。所有不动产者，纳税的商人，匠人和工人都会依照其财产数额被降序记录在一份名单上。所有人的财产总额求和后三等分，再按照其数额将名单分成最富裕，次富裕和不富裕三份，每份之间人数差异巨大，却都拥有相同数目的市立杜马候选名额。执行权属于选举的市长和杜马选出的多人委员会 управа 。但亚历山大三世于1892和1894颁布的法令将市立杜马至于地方长官（地方长官制）的直接管理之下，和地方自治局一样。虽然依然有诸多限制，一些西伯利亚城市还是于1894年获得类似的自治机构；1895年，部分高加索城市也获得类似的自治权。

### 波罗的海省份
瑞典的波罗的海省份 (库尔兰，利沃尼亚和爱沙尼亚) 在大北方战争后被并入俄罗斯。根据1721年签订的尼斯塔德条约 ，当地的德裔贵族在自治和与教育，警察和司法方面保留极大的权利。德语在此地继续流通167年后，1888年颁布的新法收回波罗的海德意志人的自治权力，将之赋予中央政府下派至此的长官。与此同时，行政机关、塔尔图大学（爱沙尼亚语）也和塔尔图一起从多尔帕特大学（德语）改名为尤里耶夫大学（俄语），对此地的俄罗斯化也正如火如荼地进行中。1893年，本地也建立原本特属于俄罗斯族行政区的地方农民事务管理委员会。

### 軍政府管理
在受軍事主導管治的地方，是由從軍隊長期借調的軍官行使上級行政權，與民事司法機關並存，但是在一些地方的司法權也由軍隊所掌控。在帝國歐洲部分的相當一部分由地方自治局及附屬官僚履行的職責，更被交由一小羣軍官來行使——這些人通常缺乏專業培訓而擔負起極大的行政責任。 很多情形下他們並未能勝任工作，軍政府體制是呈現出搖搖欲墜及獨斷專行 的型態：當時這點在遠東地區，以及北高加索便可以見到，在總督之下是存在「行政真空」。相較在歐洲部分需要至少十二個不同部門所行使的多項職權，在突厥斯坦那裡則全由地區軍事指揮官一身包攬。1886年時雖然突厥斯坦引入了新的民法體系，但依據由軍事法庭行使司法權力——軍政府的行政主導地位未有受到削弱，而地方民政化也無可預期。

## 经济

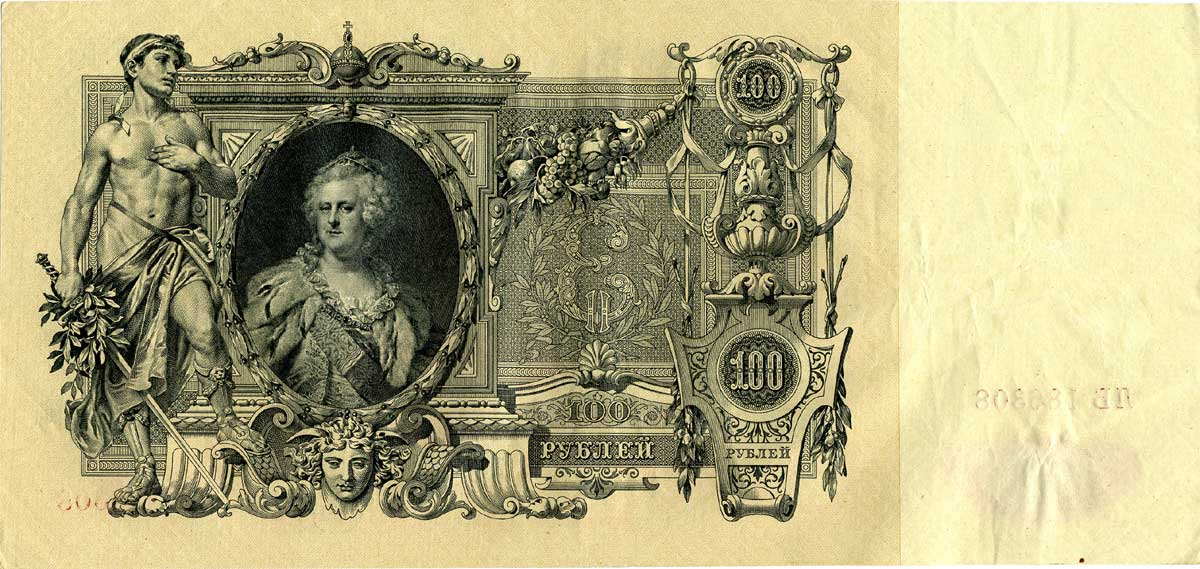
100卢布，1910年

### 采矿业和重工业
|      | 乌拉尔地区 | 南区  | 高加索 | 西伯利亚 | 波兰王国 |
| ---- | ---------- | ----- | ------ | -------- | -------- |
| 金   | 18%        | -     | -      | 81.2%    | -        |
| 铂   | 100%       | -     | -      | -        | -        |
| 银   | 36%        | -     | 24.3%  | 29.3%    | -        |
| 铅   | 5.8%       | -     | 92%    | -        | 0.9%     |
| 锌   | -          | -     | 25.2%  | -        | 74.8%    |
| 铜   | 54.9%      | -     | 30.2%  | 14.9%    | -        |
| 生铁 | 19.4%      | 67.7% | -      | -        | 9.3%     |
| 钢铁 | 17.3%      | 36.2% | -      | -        | 10.8%    |
| 锰   | 0.3%       | 29.2% | 70.3%  | -        | -        |
| 煤炭 | 3.4%       | 67.3% | -      | 5.8%     | 22.3%    |
| 石油 | -          | -     | 97%    | -        | -        |

## 基础设施

### 铁路
1860年后的铁路规划和建设对于俄罗斯的经济、文化和生活产生深远的影响。中央机关和贵族阶层们基本垄断决策，但地方氏族阶层为铁路的建设提供需求。地方的贵族、商人和企业家畅想“从地方到帝国”的未来，谋求自己的利益，时常与其他城市竞争，由此也为帝国的经济做出贡献。俄国军队在19世纪80年代在中亚修建了两条主要铁路：高加索铁路，连接黑海海滨的巴统和里海海滨的巴库；外里海铁路，由里海海滨的克拉斯诺沃茨克起始，直至布哈拉、撒马尔罕和塔什干。两条铁路为帝国的商业和战略需求服务，同时促进了人口流动。
| 年份   | 1840 | 1850 | 1860 | 1870  | 1880  | 1890  | 1900  | 1911  |
| 公里数 | 26   | 601  | 1590 | 11243 | 23982 | 32390 | 56976 | 78468 |

### 海港
| 港口                     | 吨位 | 区位     |
| ------------------------ | ---- | -------- |
| 里加                     | 1528 | 波罗的海 |
| 刻赤                     | 33   | 波罗的海 |
| 阿尔汉格尔斯克           | 549  | 白海     |
| 费奥多西亚               | 175  | 黑海     |
| 奥涅加                   | 98   | 白海     |
| 马里乌波尔               | 266  | 黑海     |
| 叶夫帕托里亚             | 66   | 黑海     |
| 苏呼米                   | 45   | 黑海     |
| 伊斯梅尔                 | 47   | 黑海     |
| 阿斯塔拉                 | 64   | 里海     |
| 符拉迪沃斯托克           | 891  | 太平洋   |
| 阿穆尔河畔尼古拉耶夫斯克 | 57   | 太平洋   |
| 阿斯特拉罕               | 34   | 里海     |
| 巴库                     | 286  | 里海     |
| 列尼                     | 173  | 黑海     |
| 克拉斯诺沃茨克           | 21   | 里海     |
| 巴统                     | 898  | 黑海     |
| 波季                     | 348  | 黑海     |
| 别尔江斯克               | 80   | 黑海     |
| 新罗西斯克               | 646  | 黑海     |
| 尼古拉耶夫               | 721  | 黑海     |
| 利巴瓦                   | 796  | 波罗的海 |
| 敖德萨                   | 1243 | 黑海     |
| 纳尔瓦                   | 95   | 波罗的海 |
| 赫尔松                   | 252  | 黑海     |
| 列威利                   | 65   | 波罗的海 |
| 塞瓦斯托波尔             | 44   | 黑海     |
| 圣彼得堡                 | 2024 | 波罗的海 |
| 格尼申斯克               | 67   | 黑海     |
| 彼尔诺夫                 | 23   | 波罗的海 |
| 塔甘罗格                 | 657  | 黑海     |
| 文达瓦                   | 604  | 波罗的海 |

## 宗教

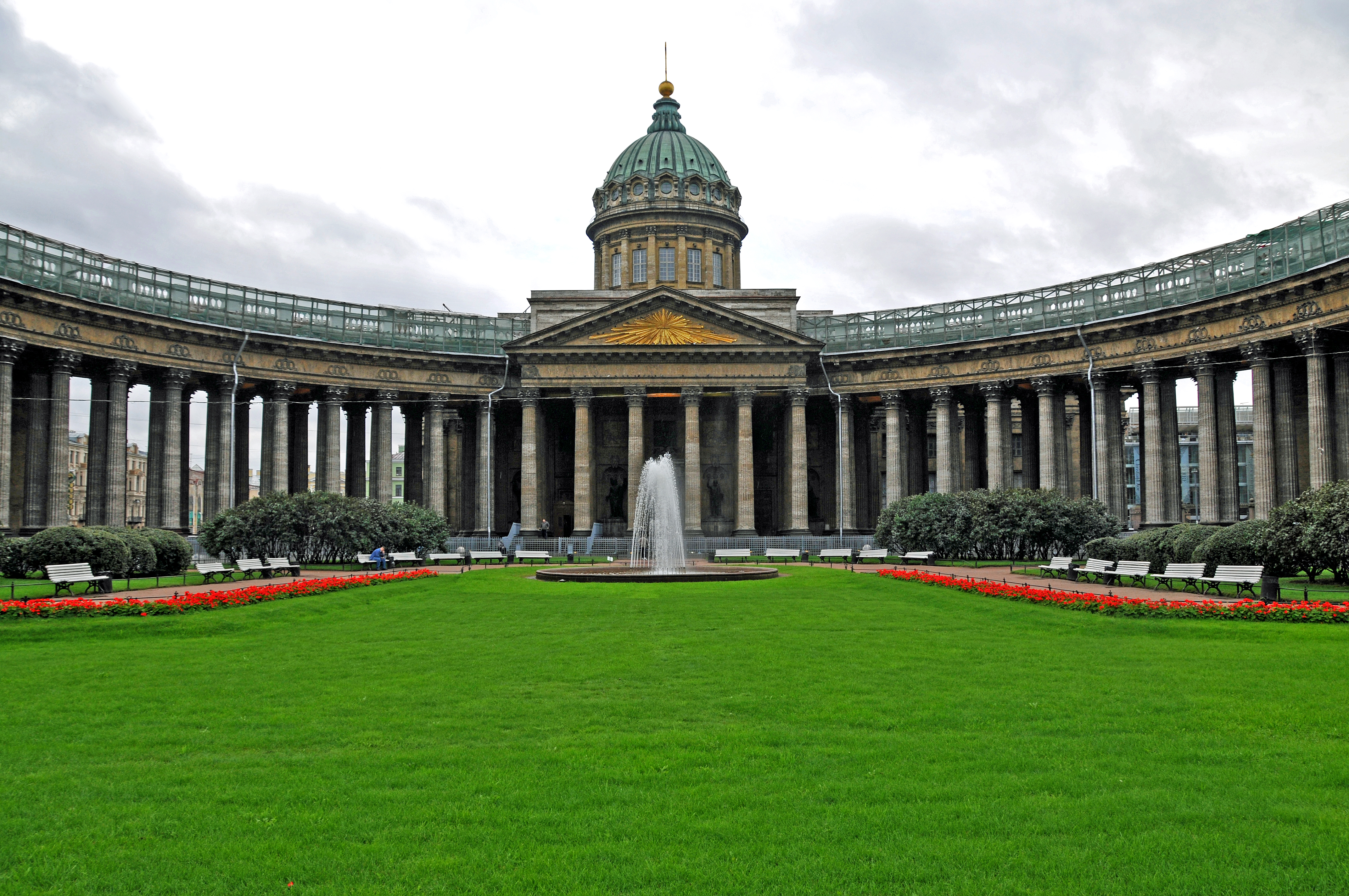
圣彼得堡喀山大教堂，修建于1801至1811年，此前圣以撒大教堂为俄罗斯正教会的主教堂

俄罗斯帝国的国教是俄罗斯东正教，俄罗斯皇帝是其领袖，同时还保有最高保护者的称号。皇帝虽然能够进行任命与去职，却不能修改教条及教会传授的内容。东正教在宗教意义上的领导机关是最神圣主教会议，这一会议在宗教事宜上享有极大的权力。理论上所有宗教信仰都是自由的，但对于犹太人则有一定的限制。
根据1905年发布的1897年俄罗斯帝国人口普查统计结果，全俄罗斯帝国宗教信徒大致人数如下：
| 宗教             | 信徒       | 比例  |
| ---------------- | ---------- | ----- |
| 俄羅斯東正教     | 87,123,604 | 69.3% |
| 伊斯蘭教         | 13,906,972 | 11.1% |
| 羅馬天主教       | 11,467,994 | 9.1%  |
| 猶太教           | 5,215,805  | 4.2%  |
| 信義宗           | 3,572,653  | 2.8%  |
| 旧信徒派         | 2,204,596  | 1.8%  |
| 亚美尼亚使徒教会 | 1,179,241  | 0.9%  |
| 佛教             | 433,863    | 0.4%  |
| 其他非基督宗教   | 285,321    | 0.2%  |
| 歸正宗           | 85,400     | 0.1%  |
| 門諾會           | 66,564     | 0.1%  |
| 亞美尼亞禮天主教 | 38,840     | 0.0%  |
| 浸信會           | 38,139     | 0.0%  |
| 犹太教卡拉派     | 12,894     | 0.0%  |
| 聖公宗           | 4,183      | 0.0%  |
| 其他基督宗教教派 | 3,952      | 0.0%  |

俄罗斯正教会设有三位都主教（分别在莫斯科、圣彼得堡和喀山），十四位总主教和五十位主教，全部由僧侣中产生。被选中的僧侣必须未婚，但是鳏夫却不被接纳，而且在东正教中，一场婚姻是不能被任何东西打破的，所以鳏夫修士无法晋升。这些规则被一直沿用至今。

## 军事

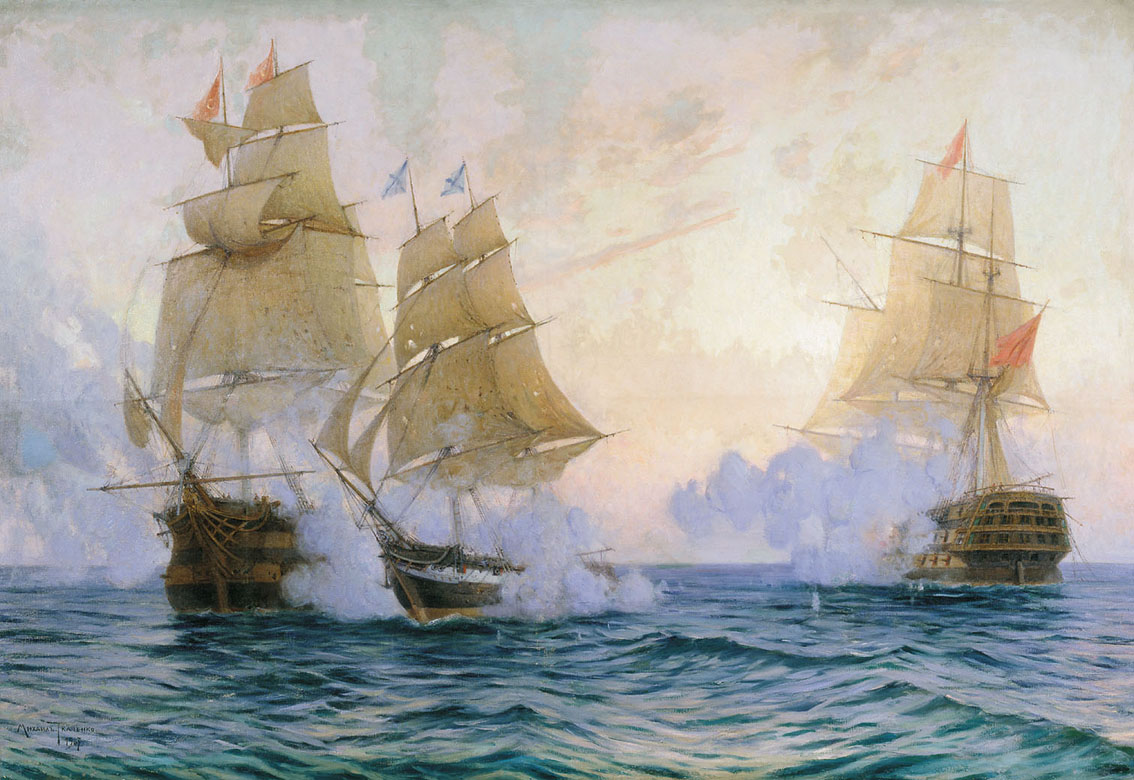
第八次俄土战争中帝国海军舰船同两艘奥斯曼舰船交战

俄罗斯帝国的武装力量由俄罗斯帝国陆军、俄罗斯帝国海军及俄羅斯帝國空軍组成。

## 社会
俄罗斯帝国总体上是一个农业社会，散布在广大的领土上。1913年，80%的人口属于农民。苏联史学家认为19世纪的俄罗斯帝国持续处在系统性的危机中，工人和农民陷入贫困，最终导致了20世纪初的革命，但近期俄罗斯学者的研究对此提出了质疑。鲍里斯·米尔诺夫对19世纪后期的改革进行研究，参照1861年废除农奴制、农业生产状况、生活水平指标以及对于农民的征税情况，认为这些改革在很大程度上提升了社会的福利水平。此外，他还发现在18世纪俄罗斯人民的福利状况主要处在下降趋势，但在18世纪末至1914年则处于缓慢提升的状态。

### 阶级
俄罗斯帝国的臣民被分为不同的阶级，例如贵族、神职人员、商人、哥萨克和农奴。高加索及非俄罗斯民族地区的原住民，例如韃靼斯坦、西伯利亚和中亚居民，则被官方登记为外籍人。
81.6%的人口属于农民阶级，0.6%属于贵族，0.1%属于神职人员，9.3%属于商人，6.1%属于军人。超过8800万人是农民，其中一部分曾经是农奴（1858年为10,447,149名男性），其他为土地农民（同年9,194,891名男性，除去阿尔汉格尔斯克省）和自由农民（同年842,740名男性）。

### 农奴制

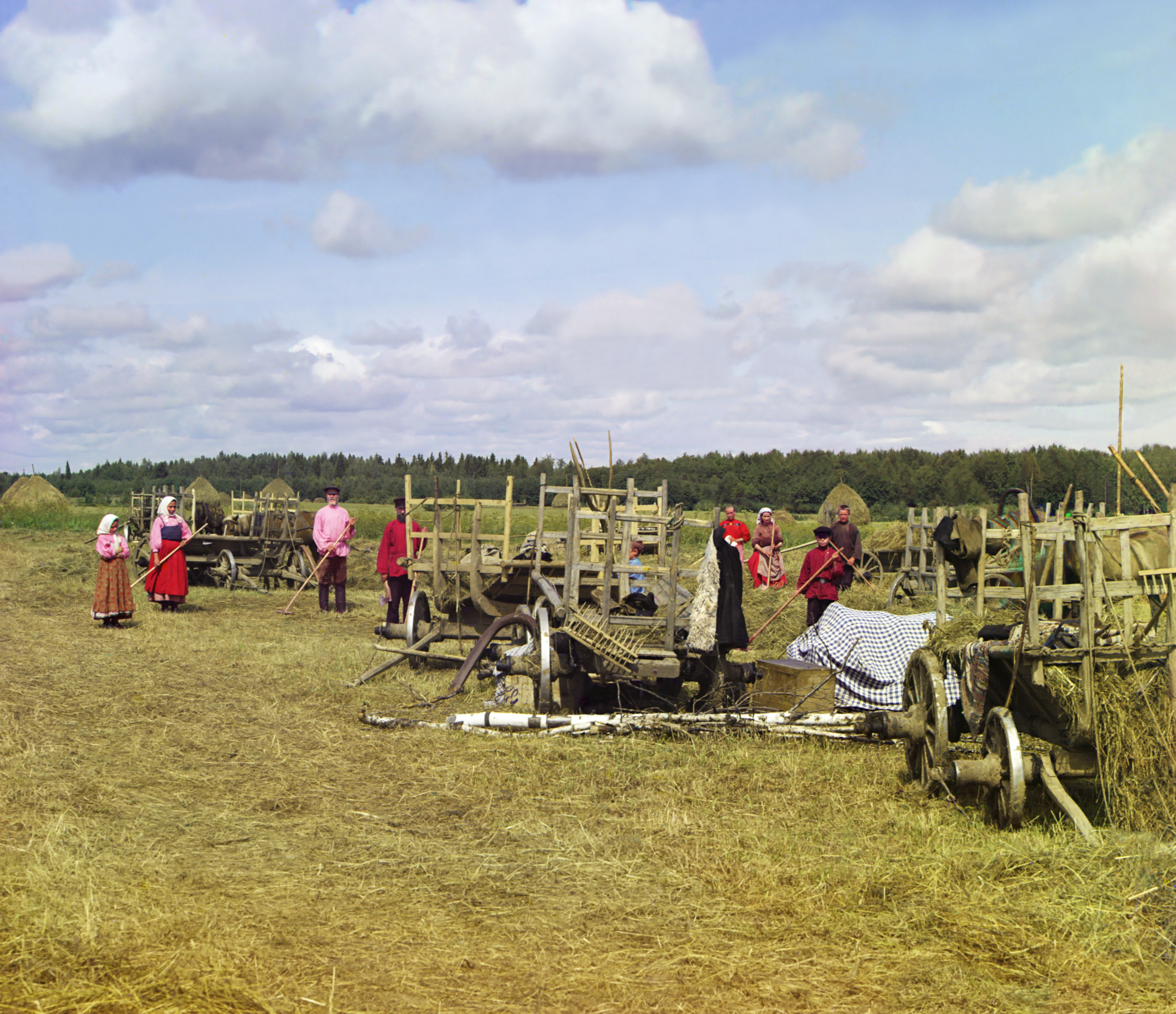
俄罗斯农民——谢尔盖·普罗库京（高尔斯基摄于1909年）

俄国农奴制创立于16世纪，在17世纪中期（1647年）成为了法律条文。1861年，俄罗斯帝国废除了农奴制。
从农奴变成的农民得到了分配的耕地。但这些土地只是被分给了农村公社，一个管理这些耕地所有权和税款的组织。如果想切实的拥有耕地，农民需要交付附有税率的“赎金”。而在那时候，没有土地的农民只能去给别人干短工来赚取“赎回”土地的钱。不过在向皇帝交了这笔钱之后，新生的农民也就正式的成为了农民，不受地主的任何限制。但是这笔钱很高，因为是先由皇帝付给地主赎金，所以农民直接把钱还给皇帝，而后者要求的年利率是6%，支付期限是49年。另外，对地主经济上的补偿理由并不是土地，而是他们损失了应该为其义务劳动的农奴。不仅如此，很多地主还盘算着如何减少以前自己地上的农奴可以分得的已经少得可怜的土地，比如剥夺他们最需要的部分：农奴小屋周边的牧草地。其结果就是自由身的农民依然需要为以前的主人干活，借此来偿还赎回土地的费用。